# Shake, Rattle and Roll
Shake, Rattle and Roll är en rock and roll-låt komponerad av Jesse Stone, och ursprungligen lanserad av bluesmusikern Big Joe Turner 1954. Låten blev en stor framgång på Billbaords R&B-singellista som den toppade, och den nådde tjugoandraplatsen på poplistan. Redan samma år spelades låten in av Bill Haley and his Comets, som fick en bredare popframgång med den. Låten innehåller ett antal ekivoka textstrofer, och när Bill Haley spelade in den valde man att tona ned de mest utmanande textraderna. 1956 spelades låten även in av Elvis Presley som singel.
1967 fick soulsångaren Arthur Conley en mindre amerikansk hit med låten.
Big Joe Turners version listades som #127 i magasinet Rolling Stones The 500 Greatest Songs of All Time.

## Listplaceringar, Bill Haley
- Billboard Pop Chart, USA: #7
- UK Singles Chart, Storbritannien: #4[2]